# Eleccions presidencials de l'Equador de 2017
Les eleccions presidencials de l'Equador de 2017 es van celebrar el 19 de febrer de 2017 per triar el president i vicepresident constitucionals de la República de l'Equador per al període 2017-2021. Juntament amb la primera volta es van realitzar les eleccions legislatives en què es van triar els representants al Parlament Andí i els membres de l'Assemblea Nacional per al mateix període, a més d'una consulta popular sobre l'opinió de l'electorat sobre la qüestió dels funcionaris públics amb comptes i empreses en paradisos fiscals.
Com que cap binomi va aconseguir ser elegit en primera volta, el 2 d'abril es va celebrar una segona volta en què Lenín Moreno, candidat del moviment oficialista Alianza PAIS, va guanyar la contesa amb el 51,16% dels vots contra Guillermo Lasso, candidat de l'aliança del Movimiento CREO i el Movimiento SUMA, que va obtenir-ne el 48,84%.
El binomi presidencial guanyador va prendre possessió de les seves funcions el 24 de maig de 2017.